# Saint-Clair (Lot)
Saint-Clair é uma comuna francesa na região administrativa de Occitânia, no departamento de Lot. Estende-se por uma área de 11 km². Em 2010 a comuna tinha 144 habitantes (densidade: 13,1 hab./km²).